# Bilitis
Bilitis is een Franse film van David Hamilton die werd uitgebracht in 1977.
Het gaat om de filmadaptatie van Les Chansons de Bilitis (1894), de bekendste dichtbundel van Pierre Louÿs. Het in het oude Griekenland gesitueerde verhaal werd overgebracht naar de jaren zeventig van de 20e eeuw. 
Het is de eerste en de succesrijkste van de vijf speelfilms die fotograaf Hamilton gedraaid heeft. Hij gebruikte ook hier zijn bekende softfocusstijl. Zijn eerste vrouw, Mona Kristensen, vertolkte een van de vrouwelijke hoofdrollen.

## Samenvatting
Bilitis, een 17-jarig pensionaatsmeisje, is verliefd op de fotograaf Lucas. Ze brengt de zomervakantie bij haar gehuwde vriendin Melissa door. Ze merkt dat diens echtgenoot Pierre een gewelddadig karakter heeft en Melissa tot seks dwingt. Ze heeft een kortstondige lesbische relatie met Melissa.

## Rolverdeling
| Acteur              | Personage   |
| ------------------- | ----------- |
| Patti D'Arbanville  | Bilitis     |
| Mona Kristensen     | Melissa     |
| Bernard Giraudeau   | Lucas       |
| Gilles Kohler       | Pierre      |
| Mathieu Carrière    | Nikias      |
| Irka Bochenko       | Prudence    |
| Jacqueline Fontaine | Schoolhoofd |
| Germaine Delbat     | Rector      |
| Madeleine Damien    | Oppas       |
| Camille Larivière   | Susy        |
| Catherine Leprince  | Helene      |

## Muziek
De originele filmmuziek werd gecomponeerd door Francis Lai, en werd ook op een soundtrackalbum uitgebracht door Warner Bros. Records.